# Maceo Baston
Maceo Demond Baston (ur. 29 maja 1976 roku w Torsicana w Teksasie) – amerykański koszykarz, grający na pozycji środkowego lub wysokiego skrzydłowego.
Mierzy 211 cm i waży 104 kg.

## Kariera
- 1998-2000: Quad City Thunder
- 2000-2001: Zucchetto Montecatini
- 2001-2003: Joventut Badalona
- 2003: Toronto Raptors
- 2003-2006: Maccabi Tel Aviw
- 2006-2007: Indiana Pacers
- 2007-2008: Toronto Raptors
- 2008-2009: Indiana Pacers

## Osiągnięcia
- Lider ligi włoskiej w blokach (2001)
- Obrońca Roku CBA (2000)